# Championnats panaméricains juniors d'athlétisme 2017
Navigation
Ch. panaméricains juniors 2015 Ch. panaméricains juniors 2019
La 19e édition des Championnats panaméricains juniors d'athlétisme se déroule à Trujillo, au Pérou, du 21 au 23 juillet 2017, au sein du Mansiche Sports Complex (en).

## Résultats

### Hommes
| Event | Or                                                                       | Or               | Argent                                                                       | Argent        | Bronze                                                                      | Bronze   |
| --- | ------------------------------------------------------------------------ | ---------------- | ---------------------------------------------------------------------------- | ------------- | --------------------------------------------------------------------------- | -------- |
| 100 mètres -0.4 m/s | Tarrick Brock États-Unis                                                 | 10 s 45          | Paulo André de Oliveira Brésil                                               | 10 s 46       | Felipe dos Santos Brésil                                                    | 10 s 47  |
| 200 mètres +0.5 m/s | Christopher Taylor Jamaïque                                              | 20 s 38          | Tyrese Cooper États-Unis                                                     | 20 s 59       | Derick Silva Brésil                                                         | 20 s 77  |
| 400 mètres | Jamal Walton Îles Caïmans                                                | 44 s 99 CR, NR   | Josephus Lyles États-Unis                                                    | 45 s 30       | Zachary Shinnick États-Unis                                                 | 45 s 98  |
| 800 mètres | Ryan Sánchez Porto Rico                                                  | 1 min 46 s 41 CR | Marco Arop Canada                                                            | 1 min 47 s 08 | Italo de Araujo Brésil                                                      | 1:49.87  |
| 1 500 mètres | Eric Van Der Els États-Unis                                              | 3 min 43 s 16    | Kyle Madden Canada                                                           | 3:44.19       | Cooper Teare États-Unis                                                     | 3:46.46  |
| 5 000 mètres | Carlos Hernández Colombie                                                | 14 min 53 s 93   | Thomas Fafard Canada                                                         | 14:55.35      | Yuri Labra Pérou                                                            | 14:57.11 |
| 10 000 mètres | Steven Cross États-Unis                                                  | 32 min 9 s 66    | Aidan Reed États-Unis                                                        | 32:10.15      | Yuri Labra Pérou                                                            | 32:13.33 |
| 110 mètres haies (99 cm) -1.6 m/s | Eric Edwards (athlétisme) États-Unis                                     | 13 s 33          | Anastasios Eliopo Canada                                                     | 13 s 36       | Joseph Anderson États-Unis                                                  | 13 s 43  |
| 400 mètres haies | Quincy Hall États-Unis                                                   | 49 s 02 CR       | Fernando Vega (athlétisme) Mexique                                           | 49 s 96       | Cory Poole États-Unis                                                       | 50.14    |
| 3 000 m steeple | Jean-Simon Desgagnés Canada                                              | 8:56.57          | Nathan Mylenek États-Unis                                                    | 9:00.70       | Edwar Condori Pérou                                                         | 9:03.22  |
| 4 × 100 m | États-Unis Anthony Schwartz Cravont Charleston Sean Hooper Tarrick Brock | 39.33            | Jamaïque Carey McLeod Christopher Taylor Ashanie Smith Anthony Carpenter     | 39.74         | Trinité-et-Tobago Akanni Hislop Jalen Purcell Tyrell Edwards Jerod Elcock   | 39.90    |
| 4 × 400 m | États-Unis Zachary Shinnick Josephus Lyles Brian Herron Sean Hooper      | 3:00.33 WJR      | Jamaïque Shemar Chambers Anthony Carpenter Javauney James Christopher Taylor | 3:03.77       | Trinité-et-Tobago Zidan Martin Judah Taylor Terry Frederick Jacob St. Clair | 3:10.36  |
| 10 000 m marche | David Hurtado Équateur                                                   | 40:37.64         | Andrés Olivas Mexique                                                        | 40:45.31      | Jhonathan Amores Équateur                                                   | 42:03.53 |
| Saut en hauteur | Roberto Vílches Mexique                                                  | 2,21 m           | Jermaine Francis Saint-Christophe-et-Niévès                                  | 2,19 m        | Justice Summerset États-Unis                                                | 2,19 m   |
| Saut à la perche | Tate Curran États-Unis                                                   | 5,20             | Natán Rivera Salvador                                                        | 5,10 m        | Josué Gutiérrez Pérou                                                       | 5,00     |
| Saut en longueur | Ja'Mari Ward États-Unis                                                  | 7,77 (w)         | Gabriel Menezes dos Santos Oliveira Brésil                                   | 7.73          | Holland Martin Bahamas                                                      | 7.66     |
| Triple saut | Arturo Rodríguez (athlétisme) Cuba                                       | 15,93 m          | Joe Javier Mendez Équateur                                                   | 15.52         | Isaiah Griffith États-Unis                                                  | 15.50    |
| Lancer du poids (6 kg) | Jordan Geist États-Unis                                                  | 22,02 CR         | Kevin Nedrick Jamaïque                                                       | 20.34         | Adrian Piperi États-Unis                                                    | 20.26    |
| Lancer du disque (1.75 kg) | Claudio Romero Chili                                                     | 62,09            | Turner Washington États-Unis                                                 | 61.30         | Kevin Nedrick Jamaïque                                                      | 58.86    |
| lancer du marteau (6 kg) | Joshua Hernandez États-Unis                                              | 72,55            | Miguel Zamora Cuba                                                           | 72.03         | Alencar Pereira Brésil                                                      | 67.14    |
| Lancer du javelot | Pedro Henrique Rodrigues Brésil                                          | 74,58            | Ronny Cedeño (athlétisme) Cuba                                               | 70.69         | Liam Christensen États-Unis                                                 | 67.25    |
| Décathlon (junior) | George Patrick États-Unis                                                | 7514             | Kyle Garland États-Unis                                                      | 7212          | Jordan de Souza Brésil                                                      | 7036     |
| Records et Performances - AR : Record continental (area record) - CR : Record des championnats (championship record) - MR : Record du meeting (meet record) - NR : Record national (national record) - OR : Record olympique (olympic record) - PR : Record paralympique (paralympic record) - PB : Record personnel (personal best) - SB : Meilleure performance personnelle de la saison (season's best) - WL : Meilleure performance mondiale de l'année (world leader) - WJR : Record du monde junior (world junior record) - WR : Record du monde (world record) Circonstances et Conditions - DNF : N'a pas terminé (did not finish) - DNS : N'a pas pris le départ (did not start) - DQ : Disqualification (disqualification) - NM : Aucun essai valable enregistré (No Mark) - Q : Qualifié « directement » au prochain tour (ou à la prochaine compétition), lors d'une compétition majeure, grâce au classement ou à la réalisation des minima (automatic qualifier) - q : Qualifié au prochain tour (ou à la prochaine compétition), lors d'une compétition majeure, grâce au repêchage ou à la réalisation de l'une des meilleures performances parmi celles des « non qualifiés directement » (grâce au meilleur temps ou à la meilleure distance par exemple) (secondary qualifier) |                                                                          |                  |                                                                              |               |                                                                             |          |

### Femmes
| Event | Or                                                                           | Or          | Argent                                                                 | Argent   | Bronze                                                                | Bronze   |
| --- | ---------------------------------------------------------------------------- | ----------- | ---------------------------------------------------------------------- | -------- | --------------------------------------------------------------------- | -------- |
| 100 mètres -0.3 m/s | Khalifa St. Fort Trinité-et-Tobago                                           | 11.32       | Rebekah Smith États-Unis                                               | 11.55    | Symone Mason États-Unis                                               | 11.62    |
| 200 mètres +0.9 m/s | Ashlan Best Canada                                                           | 23.27       | Symone Mason États-Unis                                                | 23.42    | Gabriele Cunningham États-Unis                                        | 23.60    |
| 400 mètres | Roxana Gómez Cuba                                                            | 51.46 CR    | Jaevin Reed États-Unis                                                 | 51.71    | Kyra Constantine Canada                                               | 52.63    |
| 800 mètres | Victoria Tachinski Canada                                                    | 2:04.22     | Jazz Shukla Canada                                                     | 2:04.52  | Caitlin Collier États-Unis                                            | 2:05.26  |
| 1 500 mètres | Lucia Stafford Canada                                                        | 4:21.70     | Laura Parkinson Canada                                                 | 4:25.03  | Michelle Magnani États-Unis                                           | 4:25.65  |
| 3 000 mètres | Taylor Werner États-Unis                                                     | 9:16.12     | Taryn O'Neill Canada                                                   | 9:22.05  | Sevanne Ghazarian Canada                                              | 9:23.73  |
| 5 000 mètres | Laura Dickinson Canada                                                       | 16:39.50    | María de Jesús Ruiz Mexique                                            | 16:41.01 | Samantha Drop États-Unis                                              | 16:44.01 |
| 100 mètres haies +0.4 m/s | Tia Jones États-Unis                                                         | 13.01       | Tara Davis États-Unis                                                  | 13.05    | Maribel Caicedo Équateur                                              | 13.41    |
| 400 mètres haies | Brandee Johnson États-Unis                                                   | 56.65       | Xahria Santiago Canada                                                 | 57.01    | Masai Russell États-Unis                                              | 57.55    |
| 3 000 m steeple | Sarah Edwards États-Unis                                                     | 10:10.68    | Alondra Negron Porto Rico                                              | 10:13.73 | Alexandra Harris États-Unis                                           | 10:14.76 |
| 4 × 100 m | États-Unis Gabriele Cunningham Rebekah Smith Sha'Carri Richardson Tara Davis | 44.07       | Jamaïque Amoi Brown Aneka Brisset Kasheika Cameron Patrice Moody       | 44.92    | Canada Shyvonne Roxborough Ashlan Best Eunice Boateng Keira Galloway  | 45.14    |
| 4 × 400 m | États-Unis Syaira Richardson Jaevin Reed Arria Minor Takyera Roberson        | 3:28.57 CR  | Canada Xahria Santiago Victoria Tachinski Ashlan Best Kyra Constantine | 3:33.19  | Équateur Deyanira Ortiz Josselyn Montiel Coraima Cortez Tania Caicedo | 3:46.57  |
| 10 000 m marche | Alegna González Mexique                                                      | 44:43.89 CR | María Montoya Colombie                                                 | 45:52.92 | Evelyn Inga Pérou                                                     | 47:18.71 |
| Saut en hauteur | María Fernanda Murillo Colombie                                              | 1.85        | Jelena Rowe États-Unis                                                 | 1.82     | Mikella Oatis Canada                                                  | 1.82     |
| Saut en longueur | Tara Davis États-Unis                                                        | 6.51        | Tissanna Hickling Jamaïque                                             | 6.36     | Tyra Gittens Trinité-et-Tobago                                        | 6.22     |
| Triple saut | Davisleidis Velazco Cuba                                                     | 13.59       | Jaime Robinson États-Unis                                              | 13.32    | Jasmine Moore États-Unis                                              | 13.25    |
| Lancer du poids | Alyssa Wilson États-Unis                                                     | 17.70       | María Orozco Mexique                                                   | 16.57    | Samantha Noening États-Unis                                           | 15.66    |
| Lancer du disque | Laulauga Collin États-Unis                                                   | 59.29       | Alma Pollorena Mexique                                                 | 53.68    | Gabrielle Rains Canada                                                | 53.06    |
| Lancer du marteau | Camryn Rogers Canada                                                         | 63.42       | Ayamey Medina Cuba                                                     | 62.18    | Mariana García Chili                                                  | 58.90    |
| Lancer du javelot | Yuleixi Angulo Équateur                                                      | 52.30       | Fabielle Samira Ferreira Brésil                                        | 51.15    | Katelyn Gochenour États-Unis                                          | 50.56    |
| Heptathlon | Adriana Rodríguez Cuba                                                       | 5733 CR     | Ariel Okorie États-Unis                                                | 5253     | Dallyssa Huggins Canada                                               | 5237     |
| Records et Performances - AR : Record continental (area record) - CR : Record des championnats (championship record) - MR : Record du meeting (meet record) - NR : Record national (national record) - OR : Record olympique (olympic record) - PR : Record paralympique (paralympic record) - PB : Record personnel (personal best) - SB : Meilleure performance personnelle de la saison (season's best) - WL : Meilleure performance mondiale de l'année (world leader) - WJR : Record du monde junior (world junior record) - WR : Record du monde (world record) Circonstances et Conditions - DNF : N'a pas terminé (did not finish) - DNS : N'a pas pris le départ (did not start) - DQ : Disqualification (disqualification) - NM : Aucun essai valable enregistré (No Mark) - Q : Qualifié « directement » au prochain tour (ou à la prochaine compétition), lors d'une compétition majeure, grâce au classement ou à la réalisation des minima (automatic qualifier) - q : Qualifié au prochain tour (ou à la prochaine compétition), lors d'une compétition majeure, grâce au repêchage ou à la réalisation de l'une des meilleures performances parmi celles des « non qualifiés directement » (grâce au meilleur temps ou à la meilleure distance par exemple) (secondary qualifier) |                                                                              |             |                                                                        |          |                                                                       |          |